# オクトーバー
『October』は、現代美術、批評、理論を専門とする学術誌であり、マサチューセッツ工科大学出版局（MITプレス）から出版されている。

## 歴史
『October』は、1976年にニューヨークでジェレミー・ギルバート＝ロルフ（第三号の後に辞職）、ロザリンド・E・クラウス、アネット・マイケルソン、ルチオ・ポッツィ（最初の号が出版される前に撤退）によって創設された。創刊者たちは当初「Octoberists」として知られていた。その名前は、知的で政治的に関与した書き方を特徴とするエイゼンシュタインの映画（「十月」1928年、Октябрь）に由来している。この雑誌は、フランスのポスト構造主義理論を英語圏の学術シーンに紹介する役割を果たした。
『The Art Story』によれば、クラウスはこの雑誌を、ポスト構造主義芸術理論、脱構築理論、精神分析、ポストモダニズム、フェミニズムに関する新たなアイデアを発表するための手段として利用した。
共同創刊者の一人であるジェレミー・ギルバート＝ロルフは、数号の発行後に撤退し、1977年春にはダグラス・クリンプが編集チームに加わった。
1990年、クリンプが雑誌を去った後、クラウスとミケルソンが残ったが、さらにイヴ＝アラン・ボワ、ハル・フォスター、ベンジャミン・H・D・ブクロー、ドニ・ホリエ、ジョン・ライクマンが加わった。

## 内容
20世紀および現代美術に関する詳細な記事やレビューに加えて、この雑誌は映画やポピュラー文化の批判的解釈を進歩的な視点から取り上げている。

## 影響
『Encyclopædia Britannica』によれば、この雑誌は「20世紀の芸術史研究におけるポストモダニズムと新歴史主義の台頭を巡る議論において影響力のある媒体」であり、特に映画分析に関連するフランスの理論的革新を英米の学者が採用する上で大きな貢献をしたとされている。『The Art Story』は、この雑誌を「キュビスム、シュルレアリスム、表現主義など20世紀初頭のアヴァンギャルド芸術の初期様式の歴史的重要性を再訪し、強調する上で重要である」と説明している。

## その他
- アネット・マイケルソンは、映像研究者の北野圭介がニューヨーク大学大学院に留学していた際に師事していた。[2]
- BL研究者の溝口彰子が1998年秋にアメリカ・ニューヨーク州のロチェスター大学大学院に留学した際、ダグラス・クリンプはメインの指導教授であった。[3]

## 選集
MITプレスは、2つの論文集と書籍シリーズを刊行している。
1. 1 2 3 4 5  “Rosalind Krauss”. 2025年2月9日閲覧。
2. ↑  “人文書院｜Xアカウント”. 2025年2月9日閲覧。
3. ↑  “「BLの「祖先」に生かされた性的マイノリティとして」文化構想学部　溝口彰子准教授（新任教員紹介）”. 2025年2月9日閲覧。